# Alejandro Vélez
Alejandro Vélez Williams (13 de octubre de 1988) es un exfutbolista panameño que jugó como defensa de fútbol.

## Trayectoria
Apodado La Bomba, Vélez comenzó su carrera en el Árabe Unido local y fue cedido con su compatriota Amílcar Henríquez al club costarricense Santacruceña en el verano de 2007. y junto a su compatriota panameño Brunet Hay al equipo colombiano Cortuluá en el verano de 2010. 
En enero de 2013 se incorporó a Plaza Amador procedente del equipo colombiano Atlético Huila,  por el que había fichado un año antes,   para volver al Árabe Unido en verano de 2013.  En julio de 2014 fichó por el Tauro tras una temporada en Río Abajo.  el 1 de julio de 2016 juega para el SD Atlético Nacional y el 1 de julio de 2017 se fue a jugar al SD Panamá Oeste donde el 21 de abril de 2022 se retira del futbol profesional.

## Selección nacional
Vélez hizo su debut internacional el 19 de enero de 2010, en un partido amistoso contra Chile. Fue expulsado. Hasta agosto de 2015, jugó un total de 4 partidos internacionales y no anotó goles.

## Clubes
| Club                 | País       | Año         |
| -------------------- | ---------- | ----------- |
| CD Árabe Unido       | Panamá     | 2006        |
| AD Santacruceña      | Costa Rica | 2007        |
| CD Árabe Unido       | Panamá     | 2007 - 2010 |
| Cortuluá             | Colombia   | 2010        |
| CD Árabe Unido       | Panamá     | 2011        |
| Atlético Huila       | Colombia   | 2012        |
| CD Plaza Amador      | Panamá     | 2013        |
| CD Árabe Unido       | Panamá     | 2013        |
| Rio Abajo FC         | Panamá     | 2014        |
| Tauro FC             | Panamá     | 2014 - 2016 |
| SD Atlético Nacional | Panamá     | 2016 - 2017 |
| SD Panamá Oeste      | Panamá     | 2017 - 2022 |

## Palmarés

### Títulos nacionales
| Título           | Club           | País   | Año    |
| ---------------- | -------------- | ------ | ------ |
| Primera División | CD Árabe Unido | Panamá | 2008-C |
| Primera División | CD Árabe Unido | Panamá | 2009-A |
| Primera División | CD Árabe Unido | Panamá | 2010-A |